# Крістофер Вайт
Крістофер Вайт (шотл. гел. Chrìsdein Whyte або Chrìsdein MhicIlleBhain; англ. Christopher Whyte; нар. 1952, Ґлазґо) — шотландський письменник, пише ґельською та англійською мовами.

## Біографія
Закінчив Коледж св. Алоїзія та Кембриджський університет. У 1972—1985 мешкав у Римі.
Після повернення до Шотландії 15 років викладав в Університеті Ґлазґо, де розробляв новий підхід завдяки інтерпретації сучасних та класичних текстів із залученням останніх досягнень наратології та квір-штудій.
Перекладав модерністську поезію ґельською мовою, зокрема твори П'єра Паоло Пазоліні, Константіноса Кавафіса, Янніса Ріцоса, Анни Ахматової. Згодом сам почав писати вірші цією мовою, а також прозу англійською. 2002 року його нагородили премією Книга року за збірку «Dàin do Eimhir» (Вірші до Еймір).
З 2006 року мешкає в Будапешті, заробляючи собі на життя письменництвом.

## Поетичні збірки
- 1991 — Uirsgeul (Міф)
- 2002 — An Tràth Duilich (Тяжкі часи)
- 2002 — Dàin do Eimhir (Вірші до Еймір)

## Романи
- 1995 — Euphemia MacFarrigle and the Laughing Virgin
- 1997 — The Warlock of Strathearn
- 1998 — The Gay Decameron
- 2000 — The Cloud Machinery